# Круглий Юрій Миколайович
Юрій Миколайович Круглий — український астроном, спеціаліст з фізики астероїдів, провідний науковий співробітник відділу астероїдів і комет Харківської обсерваторії, лауреат Премії НАН України ім. акад. М. П. Барабашова (2012).

## Життєпис
Юрій Круглий народився в Харківькій області 7 серпня 1962 року. В 1980-1985 року навчався на кафедрі астрономії фізичного факультету Харківського державного університету. В 1985-1988 роках працював молодшим науковим співробітником в обсерваторії в Ашгабаті. 2004 року в Головній астрономічній обсерваторії у Києві захистив дисертацію кандидата фізико-математичних наук. 2007 року отримав наукове звання старший науковий співробітник.
Одружений. Має доньку.

## Наукові результати
Юрій Круглий відомий, перш за все, астрометричними дослідженнями (вимірюваннями блиску) астероїдів і транснептунових об'єктів. Зокрема, він отримав криві блиску і визначив періоди обертання багатьох астероїдів. Завдяки цьому він став співавтором відкриття прискорення обертання астероїдів 1620 Географ, 1862 Аполлон, 3103 Егер внаслідок YORP-ефекту. У співавторстві зі своїм учнем Олексієм Голубовим, Юрій Круглий вперше передбачив тангенціальний YORP-ефект.

## Відзнаки
- Премія НАН України ім. акад. М. П. Барабашова (2012)[2]
- На честь науковця названо астероїд 17036 Круглий. У номінації найменування названо Юрія Круглого «неперевершеним спостерігачем малих планет» і відзначено, що «він здійснив фотометричне спостереження понад 100 навколоземних астероїдів і разом з П. Правецем виявив і дослідив кілька подвійних систем»[3].

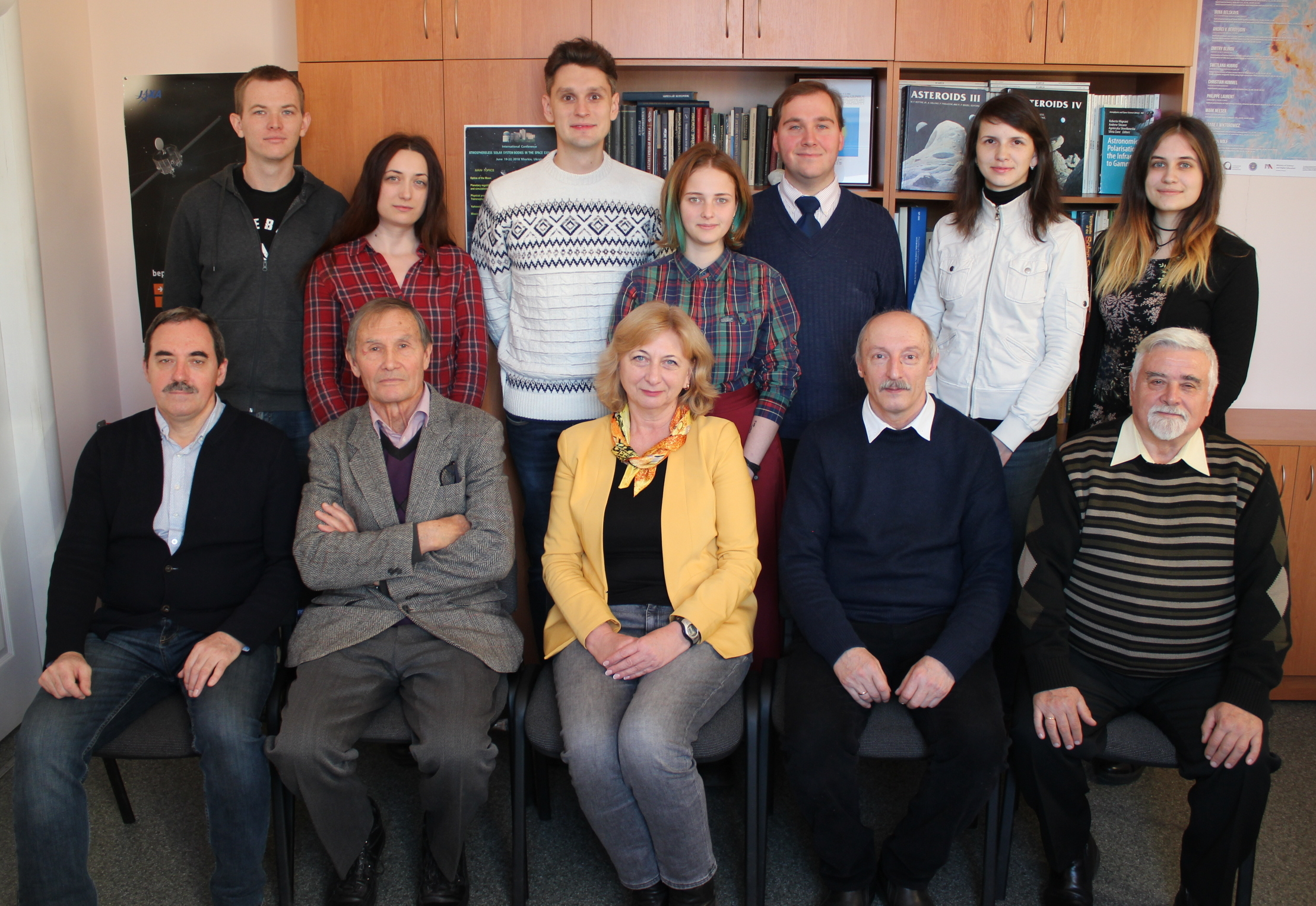
Юрій Круглий (крайній зліва) серед співробітників відділу фізики астероїдів і комет НДІ астрономії ХНУ. Другий зліва в першому ряді — Дмитро Лупішко, науковий керівник Юрія Круглого. У другому ряді — учні Юрія Круглого Ігор Кириленко (крайній зліва), Олексій Голубов (3-й зліва), Софія Михайлова (крайня справа).